# 桑原基
桑原 基（くわはら もとし、1984年7月10日 - ）は日本の男性声優。愛知県出身。MYSTAR声のみ預かり。

## 経歴
テレビアニメ『咲-Saki-』のギャラリーで声優デビュー。同人舎プロダクション、ガジェットリンクに所属後、フリーになった。
2021年10月30日よりMYSTARに声のみ預かりとなり、声優活動に復帰。

## 出演作品

### テレビアニメ
- 咲-Saki-（2009年、ギャラリー）

### PVアニメ
- 鬼斬（ミロク）
- コズミックブレイク!（ティム）

### ゲーム
- 鬼斬（ミロク）

### テレビCM
- 鬼斬

### ラジオ
- ドリームパンヤ（ギャラリー）
- コズミック☆ラジオイベント!（パーソナリティ）
- 鬼斬クローズドβテスト記念 特別ラジオ放送（パーソナリティ）
- 鬼斬αテスト実況放送（パーソナリティ）
- おにぎり！on the Radio!

### 遊技機
- ルパン三世（アナウンサー、警官部下）

### イベント
- 鬼斬&コズミックブレイク!オフラインイベント

### 映像
- ウコンの力
- ぶっコギ!
- ワケありバンジー!

### 舞台
- 私の青空!
- ギリアデの香油
- ミネハハ10周年コンサート
- わが町
- TENKAI～天界・転回・展開～
- 蒼き地球の泪
- 月夜の歌
- 兄おとうと
- 五瓣の椿
- 柳橋物語
- プロモーターズ